# アルフレッド・ロトカ
アルフレッド・ジェームズ・ロトカ（英語: Alfred James Lotka, 1880年3月2日 – 1949年12月5日）はポーランド系アメリカ人の数学者、物理化学者、統計学者。個体群動態論とエネルギー流の研究で知られる。生物物理学として、ヴィト・ヴォルテラと同時期に独立してロトカ・ヴォルテラの方程式を発達させたことで知られる。ロトカ・ヴォルテラの方程式は今日でも生態学分野の個体群動態論解析に使われる多くのモデルの基礎となっている。

## 生涯
ロトカはオーストリア＝ハンガリー帝国・レンベルク（現在のウクライナ・リヴィウ）でポーランド系アメリカ人の家庭で生まれた。彼の両親ジャックとマリー・（ドーベリー・）ロトカはアメリカ合衆国市民であった。1901年にイングランド・バーミンガム大学で理学学士号を修得し、1901年から1902年にライプツィヒ大学で卒業研究を行った後、1909年にコーネル大学で修士号を、1912年にバーミンガム大学で理学博士号をそれぞれ授与されている。

### 職歴
- ジェネラル化学会社補助化学者（1902年–1908年、1914年–1919年）[1]
- 米国特許商標庁職員（1909年）[1]
- 国立標準局補助物理学者（1909年–1911年）[1]
- 『サイエンティフィック・アメリカン』誌編集員（1911年–1914年）[1]
- ジョンズ・ホプキンズ大学職員（1922年–1924年）[1]
- ニューヨーク市・メトロポリタンライフ生命保険会社統計学者（1924年から1948年の退職まで）[1]

1935年にロモラ・ビーティー（Romola Beattie）と結婚している。子どもはいなかった。
1948年、ニュージャージー州レッドバンクで亡くなった。

## 業績

ロトカ・ヴォルテラ方程式による捕食者および被食者の個体数増減

ロトカは今日生態学で用いられるロトカ・ヴォルテラの方程式によって知られるが、彼自身は生物数学者・生物統計学者として物理科学の原理を生物科学に応用させようと試みていた。彼の主な興味分野は人口統計学であり、メトロポリタンライフ生命保険会社で統計学者の進路を選ぶのに影響したかもしれない。
1912年の最初期の著作で、ロナルド・ロスの第二マラリアモデルへの解決法を提唱している。1923年、彼はロスの両方のマラリアモデルに対する5部からなる解析・拡張について公表している。F・R・シャープ（F. R. Sharpe）と共同執筆した第四部で、病原体の潜伏期間のズレについてモデル化している。1925年にはダーシー・トムソンの『生物のかたち』（On Growth and Form）に続く数理生物学最初期の文献となる『物理生物学の原理』（Elements of Physical Biology）を出版している。彼は進化に対するエネルギー論的視点でも知られる。ロトカは自然選択は、その根源は利用可能なエネルギーをめぐる生物同士の争いだったと提唱した。ロトカの原理では、競争相手よりもエネルギーをより効率よく獲得・使用できる生物が生き残り、繁栄すると訴えた。ロトカはエネルギー論的枠組みを人間社会に応用した。例えば、太陽エネルギーから再生不能エネルギーへの転換は独特で根本的な困難を社会に強いるだろうと示唆した。これらの理論から、ロトカは熱経済学や生態経済学の重要な主導者となり、フレデリック・ソディやハワード・T・オダムなどによって推し進められていくこととなる。

### 物理生物学の原理
ジョンズ・ホプキンズ大学にいる中で、ロトカはピエール＝フランソワ・フェルフルストの業績を発展させて『物理生物学の原理』（1925年）を完成させる。彼の最初の本の中で、自身の研究を要約し、物理法則の統一性と普遍性についての考えを他者にも理解しやすいよう整理した。本は進化のエネルギー論（後述）から意識の物理学的原理まで多くの分野を含んでいたものの、今日著者は個体群動態論のロトカ・ヴォルテラの方程式で主に知られる。

### 進化のエネルギー論
彼の初期の研究はエネルギー論と、熱力学の生命科学への応用を中心としている。
ロトカはダーウィニズム的な自然選択概念は物理法則によって定量化できるという理論を提唱した。彼の提唱した法則は、進化の選択原理は、最大限の利用可能なエネルギー流の変換を好むものというものだった。後に、彼の理論は一般システム生態学者ハワード・T・オダムによって生態系生態学の中心的な指針として応用される。オダムはロトカの法則を最大力の原理と呼んだ。

### 人口統計学と公衆衛生
ロトカは1907年に『サイエンス』誌および『アメリカ科学雑誌』に数理人口統計学の論文を投稿している。彼は20年以上にわたり同分野の論文を何十本も公表し続け、『生物学的作用の解析理論』（フランス語: Théorie Analytique des Associations Biologiques）で集大成を迎えた。45ページからなる第一部『原理』（フランス語: Principes）は1934年に、149ページの第二部『人口統計学的解析、特にヒト種への応用』（フランス語: Analyse demographique avec application particuliere a l'espece humaine）は1939年に、それぞれパリ・エルマン出版社から出版された。

### 計量書誌学
計量書誌学、特に科学書籍の分野で、ロトカは「ロトカの法則」によって知られる。ロトカが発見したこの法則は、科学者の生産性にまつわるものである。W・G・ポワティエ（W. G. Poitier）は1981年に「ロトカ分布は、n 本の論文を書く著者の数が、1本の論文を書く著者の数の 1/n2 となる逆二乗則に基づいている。各分野ごとに著者の生産性を表す指数を設定できる。」と指摘している。ロトカの研究は最終的に科学計量学（科学的出版物の科学的研究）の分野へと発展していく。
かれはメトロポリタンライフ生命保険会社の同僚ルイス・イスラエル・ダブリンと共著で人口統計学および公衆衛生に関して『人の金銭的価値』（1930年、英語: The Money Value of a Man）、『人生の長さ』（1936年、英語: Length of Life）、『四半世紀の衛生進歩』（1937年、英語: Twenty-five Years of Health Progress）の3作を著している。

## 役職
- アメリカ人口学会（英語版）会長（1938年–1939年）[1]
- アメリカ統計学会会長（1942年）[1]
- 人口科学連盟副会長
- Chairman of the United States National Committee of the Union
- アメリカ公衆衛生協会（英語版）フェロー
- 数理統計学会（英語版）フェロー

## 著作
- A. J. Lotka (1925) "Elements of Physical Biology" reprinted by Dover in 1956 as Elements of Mathematical Biology.
- Lotka, A. J. (1939) Théorie Analytique des Associations Biologiques translated in 1998 as Analytical Theory of Biological Populations. New York: Plenum Press.
- Lotka, A. J. (1989). Lotka on population study, ecology, and evolution.  Population and Development Review, 15(3), 539–550.
- Lotka, A. J. (1998). Analytical theory of biological populations.  New York:  Plenum Press

論文抜粋
- Lotka, A. J. (1907). Relation between birth rates and death rates. Science, 26: 121–130.
- Sharpe, F. R. & Lotka, A. J. (1911). A problem in age distribution. Philosophical Magazine, 21: 435–438.
- A. J. Lotka (1912) Quantitative studies in epidemiology.  Nature, 88: 497–498.
- Lotka, A. J. (1919). A contribution to quantitive epidemiology. Journal of the Washington Academy of Sciences, 9: p. 73.
- A. J. Lotka (1922a) "Contribution to the energetics of evolution". Proc Natl Acad Sci USA, 8: pp. 147–51.
- A. J. Lotka (1922b) "Natural selection as a physical principle". Proc Natl Acad Sci USA, 8, pp. 151–54.
- A. J. Lotka (1923) "Contribution to the analysis of malaria epidemiology". The American Journal of Hygiene, 3: 1–121.
- Loth, A. J. (1926) "The Frequency Distribution of Scientific Productivity". Journal of the Washington Academy of Sciences 16(1926):317–323.

ロトカに関する書籍
- Haaga, J. (2000). "Alfred Lotka, mathematical demographer Archived 2017-08-20 at the Wayback Machine.". Population Today, 28(2), 3.
- Kingsland, S. E.  (1985).  Modeling nature: episodes in the history of population ecology.  Chicago: University of Chicago.